# Galerie 291
La Galerie 291 était une galerie d'art d'avant-garde située au numéro 291 de la Cinquième Avenue à New York. Elle a été créée en 1905 par les photographes américains Alfred Stieglitz et Edward Steichen comme étant les « Little Galleries of the Photo-Secession ». 
La Galerie 291 exposait à côté des photographies, de l'art africain et les peintres européens de la modernité. 
Le galeriste Alfred Stieglitz, éditeur à cette même époque de la revue Camera Work, est une figure-clé dans l'histoire de l'art et de la photographie et l'un des premiers organisateurs d'exposition. 